# Haarberg (Osterhorngruppe)
Der Haarberg ist ein Spornzug des Schwarzen Bergs (1584 m ü. A.) im Salzachtal bei Golling im Land Salzburg.

## Lage und Landschaft

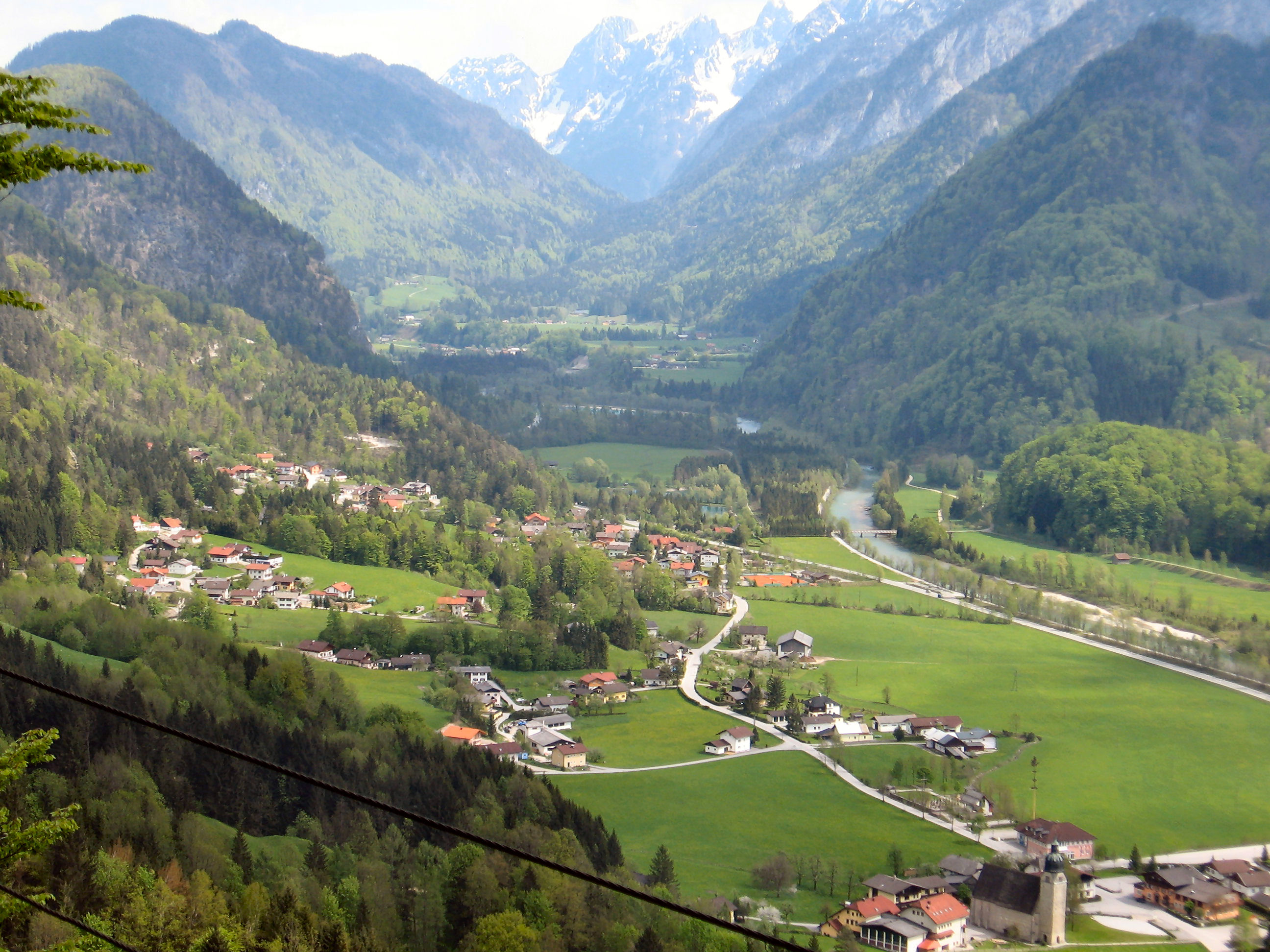
Blick vom Mehlstein ins Lammertal auf Scheffau, hinten schon der Gosaukamm am Dachstein

Der Haarberg ist der südwestlichste Ausläufer der Osterhorngruppe gegen das Tal der Salzach beim Pass Lueg. Der Schwarzenberg steht als recht vereinzelter Gipfel über dem Golling-Halleiner Becken und dem untersten Lammertal bei Golling an der Salzach und Scheffau am Tennengebirge. Von ihm zieht sich westwärts der Haarberg als ein bewaldeter Grat, der dann steil gegen die Salzach abbricht, und im Gollinger Rabenstein als Inselberg seine Fortsetzung findet. Nördlich des Haarbergs tut sich hinter dem Rabenstein die kleine Talung des hinteren Mitterbachs auf, die Hinterkellau (Gemeinde Kuchl). Die am Südfuß liegende Rotte von Scheffau heißt ebenfalls Haarberg.
Von Haarberg spricht man eigentlich von ganzen Rücken ab der Passhöhe Haareck (722 m ü. A.), westlich kulminiert dieser über dem Gehöft Oetzer auf 746 m ü. A., der Haarberg im engeren Sinne ist der salzachseitige Sporngipfel mit 688 m ü. A. Benannt ist außerdem der südliche Vorklapf des Rückens, der Mehlstein (701 m ü. A.).

Der ganze vordere Haarberg, ab etwa dem Mehlstein, gehört zum Landschaftsschutzgebiet Rabenstein–Kellau.

## Wege
Über das Haareck führt der Weg von Unterscheffau-Haarberg auf den Schwarzen Berg, und zum Höhenweg, der über die Wallingalm zurück zu den Lammeröfen führt.
Den Haarberg-Gipfel erreicht man von Dechl bei Obergäu auf einem Forstweg, den Mehlstein auch vom Forstweg von Unterscheffau-Aschner zum Oetzer. Eine Überschreitung des Rückens ist möglich.

## Sender Golling/Haarberg
Auf dem Haarberg-Gipfel steht ein Sendemast der A1 Telekom Austria Group. Er dient als Füllsenderstandort, der vor allem private Stationen ausstrahlt. Er diente auch zur Verbreitung des Privatfernsehens, bis Österreich das DVB-T eingeführt hat. Das Sendegebiet reicht bis in die Innenstadt von Salzburg und ist auch für den Tennengau von Bedeutung. Im Süden geht der Sender etwa bis Radstadt. Er heißt Sender Golling und wird auch fälschlicherweise als Sender Hallein bezeichnet.
Am Sender Haarberg werden zurzeit folgende Sender ausgestrahlt:
| Frequenz            | Programmname      | RDS      | Senderlogo | PI-Code               | Regionalisierung | ERP      |
| ------------------- | ----------------- | -------- | ---------- | --------------------- | ---------------- | -------- |
| 100,1 MHz (geplant) | VM1 (Innergebirg) | _'VM1___ |            | AC41/ A841 (regional) | Salzburg         | 0,066 kW |
| 102,8 MHz           | oe24 Radio        | OE_24___ |            | A3E0/ A8E0 (regional) | Salzburg         | 0,2 kW   |
| 106,6 MHz           | Antenne Salzburg  | ANTENNE_ |            | A840                  | Salzburg         | 0,1 kW   |